# Commissario Maigret
Il commissario Maigret è un personaggio letterario creato da Georges Simenon, protagonista di settantacinque romanzi e ventotto racconti di genere poliziesco trasposti in numerose produzioni cinematografiche, radiofoniche e televisive.
L'autore lo descrive come un uomo dalla corporatura massiccia, ereditata dai suoi antenati contadini, largo di spalle, dall'aspetto distinto, ma dall'indole burbera, amante della buona cucina, bevitore accanito e fumatore di pipa.
Il suo metodo investigativo consiste nell'immergersi nelle atmosfere dei luoghi in cui i delitti sono stati commessi e, lasciandosi guidare dal proprio istinto, nell'immedesimarsi e cercare di comprendere la personalità e l'umanità dei diversi personaggi di un caso criminale, sino al punto, talora, di arrivare a giustificare il loro comportamento e a cambiare la sorte a cui sarebbero andati incontro.
In tal senso, con le inchieste del commissario Simenon ha imposto sin dagli anni trenta del Novecento una svolta nel modello di romanzo poliziesco europeo, abbandonando lo schema del giallo classico "all'inglese" imperniato su delitti perfetti, investigatori infallibili, ambientazioni mondane e altolocate e introducendo invece personaggi e ambientazioni popolari e piccolo borghesi, dove il centro dell'attenzione è spostato sulle motivazioni umane che portano al delitto, più che sulla ricerca degli indizi materiali.

## Biografia del personaggio
(Intervista di Giulio Nascimbeni a Georges Simenon, 18 maggio 1985)
Jules Maigret (nome completo Jules-Joseph Anthelme Maigret oppure Jules Amédée François Maigret) nasce nel 1885 o nel 1887 a Saint-Fiacre, un piccolo villaggio immaginario nell'Allier, non lontano da Moulins; il padre, Evariste, svolge la professione di amministratore del castello di Saint-Fiacre, una proprietà di tremila ettari sulla quale si contavano non meno di ventisei fattorie, di una delle quali era fattore il nonno paterno; la madre, Hernance, è figlia del droghiere del paese e casalinga.

### L'infanzia in provincia
Maigret, ormai adulto, ricorda spesso con un misto di sentimento di lontananza e nostalgia, il periodo della sua infanzia trascorsa nel villaggio di Saint-Fiacre, quando faceva il chierichetto, svegliandosi al freddo e allo scuro delle albe invernali per assistere il prete della prima messa. Risente nelle narici l'odore d'incenso e di vecchio legno della sacrestia, che gli fanno venire alla memoria quel misto di ingenuità e spregiudicatezza tipici di quell'età ormai lontana.
Non meraviglia quindi che Maigret, in una sua inchiesta, ripensi alla sua infanzia e venga attirato da tre biglie di vetro colorate rinvenute nei pantaloni di un barbone ripescato nella Senna. Il commissario ne prenderà una e se la metterà in tasca, portandosela dietro durante tutta l'indagine: la toccherà, ci giocherellerà proprio come faceva il vagabondo e, alla fine dell'inchiesta, gliela farà scivolare in mano quasi per un muto dialogo con lui.
Nel 1895, quando il piccolo Jules ha appena otto anni, la madre, in attesa del secondo figlio, muore a causa delle maldestre cure di un medico ubriaco che l'assiste, Nel 1899 viene mandato a studiare come interno al liceo di Banville de Moulins, ma dopo pochi mesi, non sopportando la vita di collegio, viene affidato dal padre a una sua sorella, sposata ma senza figli, il cui marito aveva appena aperto un forno a Nantes.
In quegli anni Maigret trascorre i periodi scolastici a Nantes e passa le vacanze dal padre, che muore di pleurite all'età di 44 anni, nel 1906; nel frattempo Maigret comincia gli studi di medicina, quasi a voler compensare l'ignoranza di quel medico che ha lasciato morire la madre.
Nel 1907 anche la zia muore di pleurite; Maigret rifiuta l'offerta dello zio, che gli propone di tenerlo con sé e di insegnargli il mestiere di fornaio; interrompe gli studi di medicina e si trasferisce a Parigi, dove, essendo costretto a guadagnarsi da vivere, inizia a cercare un lavoro.

### Parigi e la polizia

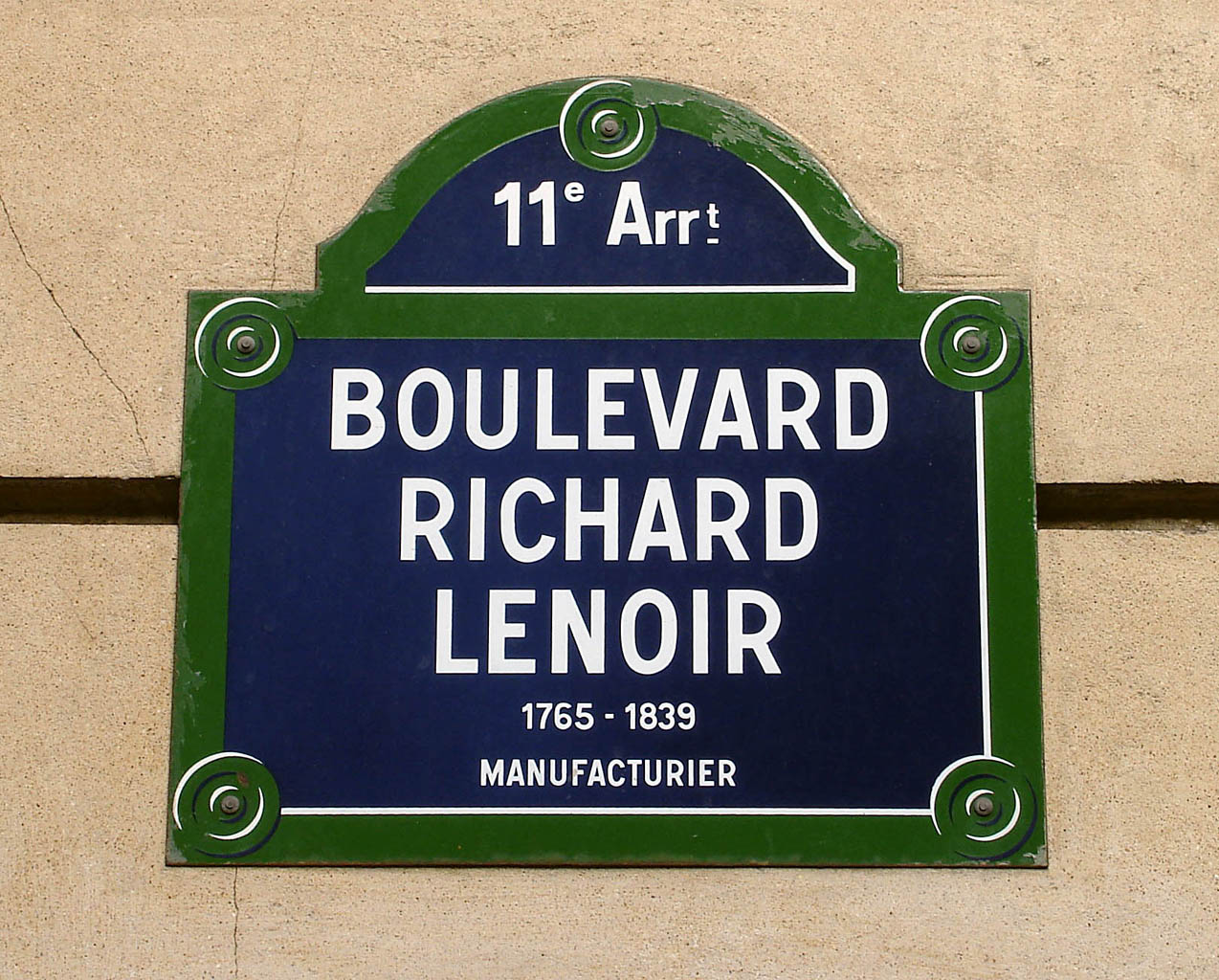
Targa toponomastica del boulevard Richard Lenoir, a Parigi

Va ad abitare in un piccolo alloggio sulla riva sinistra della Senna; in una camera accanto alla sua vive un uomo nel quale Maigret crede di trovare una certa rassomiglianza con il padre.
La sera prima di essere assunto in una ditta di passamaneria, incontra casualmente il suo vicino di casa, in un ristorante a prezzo fisso in cui va abitualmente a mangiare. Dopo la cena i due passeggiano insieme e Maigret scopre che il suo vicino si chiama Jacquemain ed è ispettore di polizia; alla fine della serata, Maigret, probabilmente affascinato dai discorsi dell'uomo, decide di diventare poliziotto.
Nel 1909 entra in polizia con la qualifica di agente ciclista; il suo incarico consiste nel portare gli incartamenti tra i vari uffici e questo gli permette di conoscere a fondo la città.
Pur ricoprendo un incarico modesto, Maigret inizia a farsi notare; lo stesso Jacquemain lo segnala ai suoi superiori, rimarcando il fatto che aveva iniziato gli studi universitari. Dopo alcuni mesi diventa segretario del commissario di polizia del quartiere Saint-Georges; il nuovo incarico gli consente di non indossare più l'uniforme (cosa che, a suo dire, gli aveva impedito di fare la corte alle ragazze).

### La signora Maigret

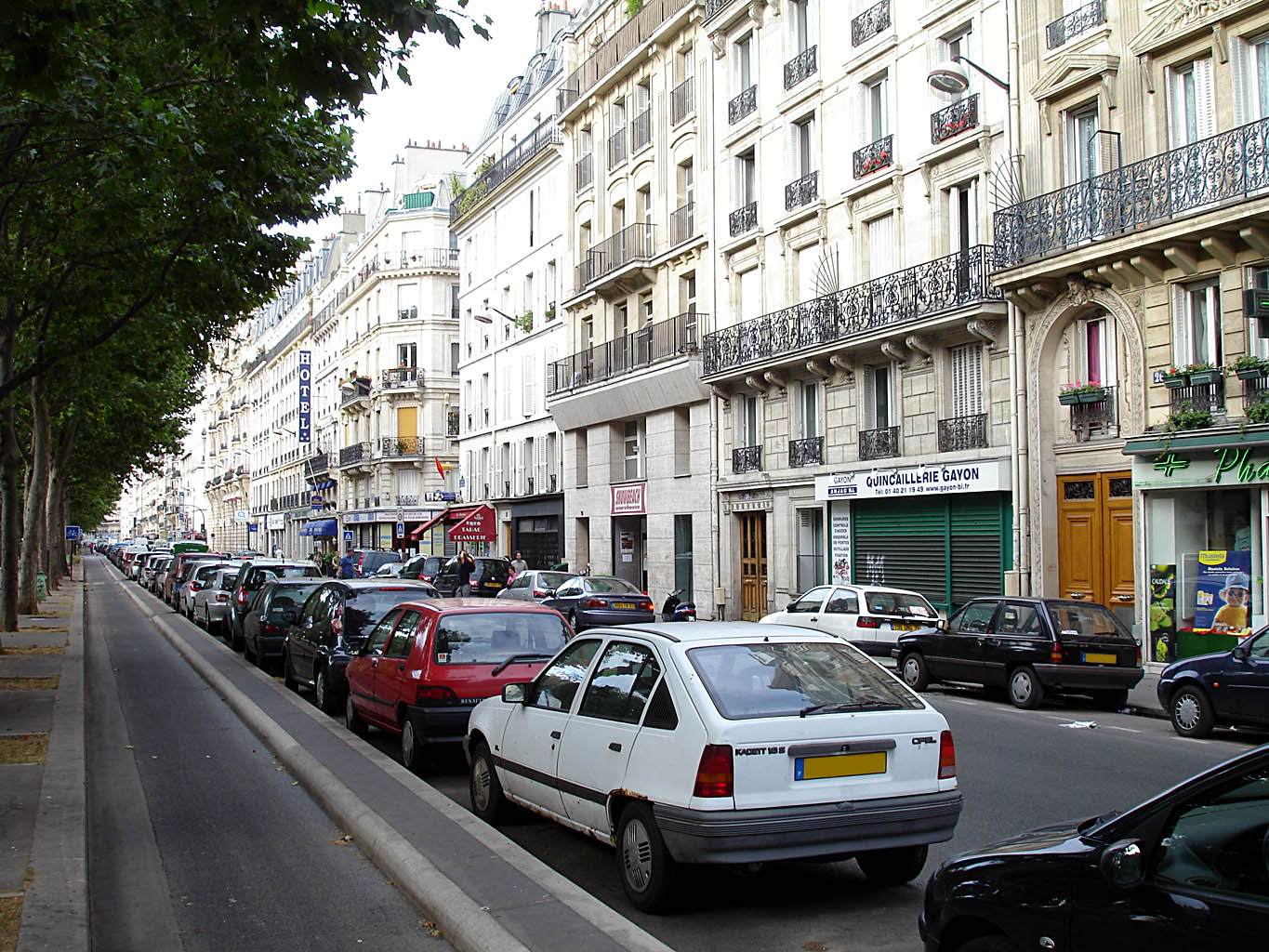
L'odierno boulevard Richard-Lenoir

Una sera incontra per strada un vecchio compagno della facoltà di medicina, Félix Jubert; i due iniziano a frequentarsi e, dopo alcuni giorni, l'amico gli propone di accompagnarlo a un ricevimento nell'abitazione di alcuni conoscenti; Maigret, dapprima riluttante, acconsente e nell'occasione conosce e si fidanza con la futura "signora Maigret", Louise Léonard, nativa di Colmar (Alsazia), che sposerà nel 1912.
La coppia avrà una figlia morta dopo pochi giorni di vita, avvenimento che costituirà per Maigret e la moglie un rimpianto sempre accennato, ma sepolto nel loro intimo.
Avendo deciso di sposarsi, ha necessità di un alloggio più grande; così prende in affitto, nelle sue intenzioni solo per pochi anni, un appartamento al numero 132 di boulevard Richard-Lenoir; in realtà i coniugi Maigret, finché rimarranno a Parigi, abiteranno sempre in quell'appartamento, tranne un breve periodo in cui, a causa di alcuni lavori di ristrutturazione effettuati dal proprietario dello stabile, vanno ad abitare al 21 di place des Vosges, come descritto nei romanzi Les Mémoires de Maigret e Maigret e il vagabondo.

### La prima inchiesta
Nel 1979, in occasione del 50º anniversario della nascita di Maigret, Georges Simenon indirizza al suo celebre personaggio una lettera:
Quindi, quanti anni avrebbe oggi? Non ne ho idea, dato questo privilegio di cui ha beneficiato per così a lungo. [...] Non so se lei sia ancora vivo, nella sua piccola casa in campagna di Meung-sur-Loire, né se vada ancora a pescare, o se, indossando il suo cappello di paglia, si prenda ancora cura del giardino, o se la signora Maigret le prepari ancora i piatti che le piacciono tanto, o se, come ho fatto io raggiunta la sua età, vada a giocare a carte nel bistrot del villaggio.
Quindi siamo qui, due pensionati, e spero che, anche lei, si stia assaporando le piccole gioie della vita, respirando l'aria del mattino, osservando con la stessa curiosità la natura e ciò che ci circonda.
Ero ansioso di augurarvi un felice anniversario, a lei e alla signora Maigret. Le dica che, grazie a un certo signor Courtinel, che si merita il titolo di "re dei gastronomi", le sue ricette hanno viaggiato in tutto il mondo, e che, per esempio, sia in Giappone che in America meridionale, i gourmet non tralasciano quelle poche gocce di liquore alle prugne da aggiungere al loro coq au vin.[...] Vi abbraccio caramente, lei e la signora Maigret che probabilmente non sospetta che ci siano tante donne che la invidiano, e che molti uomini avrebbero voluto sposare una donna come lei, e che un'affascinante attrice giapponese, tra molte altre, abbia interpretato il suo ruolo alla televisione, mentre un attore giapponese interpreta lei.
Con affetto,

Georges Simenon.»
Nel 1912 Maigret lavora come segretario nel commissariato Rochechouart del quartiere Saint-Georges, nel IX arrondissement di Parigi  ed è in questa veste che nel 1913 svolge la sua prima inchiesta, il caso "Gendreau-Balthazar", narrato nel volume La première enquête de Maigret; in questa storia Maigret appare giovane, porta con sussiego una bombetta, è battagliero, quasi idealista; riesce a scoprire l'insospettabile autore di un delitto, ma vede la sua fatica annullata, in quanto, a causa delle persone coinvolte che appartengono al mondo politico e dell'alta finanza, l'intera faccenda viene messa a tacere.
Maigret rimane deluso e amareggiato per l'esito dei fatti, ma il suo operato gli consente di ottenere la promozione a ispettore della Sûreté, la futura Polizia giudiziaria, nella brigata del commissario Barodet, e di passare dal commissariato di zona al Quai des Orfèvres, sede centrale della Polizia, dove tra gli altri lavora un amico del padre, Xavier Guichard capo della Sûreté e protettore in maniera molto discreta del giovane Maigret.

### La carriera
I primi incarichi di Maigret come ispettore consistono nello svolgere il servizio pubblico prima nelle strade, poi a Les Halles (i mercati generali di Parigi), in seguito all'interno dei grandi magazzini e della Gare du Nord (una delle stazioni ferroviarie di Parigi) e infine alla "buoncostume".
Nel 1917 entra a far parte della Brigata Speciale, comandata dal commissario Guillaume; successivamente viene nominato commissario e infine capo della Brigata Speciale.
A questo punto le informazioni biografiche fornite da Simenon (la maggior parte delle quali si trovano nel volume Les Mémoires de Maigret) sono lacunose e contraddittorie: nel 1933, ad esempio, troviamo Maigret in pensione, ritirato nella casa di campagna a Meung-sur-Loire, costretto a togliere dai guai un nipote entrato in polizia (la storia è narrata nel volume Maigret, nelle intenzioni dell'autore l'ultimo della serie con protagonista il commissario). In quegli anni, infatti, Simenon aveva manifestato l'intenzione di mettere da parte il suo Maigret per dedicarsi all'attività di romanziere "vero" e non a caso quindi, nel racconto Due giorni per Maigret (L'étoile du Nord) del 1938 il commissario svolge la sua ultima inchiesta due giorni prima del pensionamento, mentre in altri racconti dello stesso anno, L'amico della signorina Berthe (Mademoiselle Berthe et son amant), Il notaio di Châteauneuf (Le notaire de Châteauneuf), Tempesta sulla Manica (Tempête sur la Manche), L'enigmatico signor Owen (L'improbable Monsieur Owen), Quelli del Grand Café (Ceux du Grand-Café) , lo si ritrova di nuovo già in pensione. Addirittura nel poliziesco Il sorcio del 1938 Maigret non compare affatto, e l'indagine viene svolta da due dei suoi ispettori, Lucas e Lognon . Qualche tempo dopo, tuttavia, Simenon si convince a far ritornare in servizio il suo commissario e, a partire dagli anni quaranta, l'autore riprenderà una nuova e più ricca produzione delle sue inchieste.
L'età del personaggio, a parte brevi escursioni nella sua giovinezza, rimarrà sempre tra i quaranta e i sessant'anni. Va notato che Simenon in gran parte dei romanzi e racconti di Maigret non fa quasi mai riferimenti troppo precisi né all'età del commissario, né all'epoca nella quale è ambientata l'inchiesta, al punto che in molti casi la vicenda narrata potrebbe collocarsi indifferentemente fra gli anni trenta e sessanta del Novecento.
Se si dovesse seguire un veritiero percorso anagrafico e cronologico, nel romanzo Maigret e l'uomo solo, che è ambientato nel 1965, il commissario avrebbe 78 anni. Maigret resterà in servizio quasi sempre a Parigi, salvo alcuni brevi incarichi temporanei in provincia, come per esempio quello a Bayeux, o a Nantes, o come quando, nel 1946, viene trasferito per un anno a Luçon per divergenze con il direttore della polizia. In ogni caso, resterà in servizio fino al 1972, anno di pubblicazione dell'ultimo romanzo, Maigret e il signor Charles, nel quale al commissario, dopo quasi quarant'anni di servizio, viene offerto l'incarico di direttore della Polizia Giudiziaria, offerta che Maigret rifiuta proprio perché, per i pochi anni che ormai lo separano dalla pensione, vuole continuare a svolgere attivamente le sue inchieste piuttosto che passare a un incarico certamente più prestigioso ma più burocratico e noioso.

## Caratterizzazione

### Aspetto
I tratti caratteristici di Maigret sono già ben delineati fin dal primo romanzo ufficiale; nella descrizione di Simenon:
(da Pietro il Lettone)
L'aspetto esteriore di Maigret non cambierà nel tempo, anche se l'autore non ha mai speso troppi dettagli nella descrizione della fisionomia del personaggio; di lui rimangono nella memoria l'immancabile pipa caricata e fumata in continuazione, la bombetta, un pesante cappotto con il collo di velluto e l'andatura massiccia.
A proposito delle caratteristiche peculiari di Maigret, Simenon affermerà, in un'intervista rilasciata al giornalista Giulio Nascimbeni in occasione dell'ottantesimo compleanno dell'autore, e apparsa sul Corriere della Sera il 19 maggio 1985:

### Carattere
L'autore lo descrive come un uomo dall'aspetto severo, spesso chiuso nelle sue riflessioni, dal carattere scontroso e a tratti irritabile; il suo corpo sembra assorbire le atmosfere dei luoghi dov'è avvenuto un crimine e appare divenire sempre più lento e pesante man mano che Maigret si compenetra nel caso che sta trattando. È amante della buona cucina popolare francese e dei buoni cibi che gli prepara la moglie, ma si accontenta anche dei panini della brasserie Dauphine, vicina al Quai des Orfèvres. Beve d'abitudine di tutto: birra, vino, liquori, anche di fattura casalinga, che egli di solito associa alle indagini che sta seguendo: ci sono per esempio indagini "al Calvados" o "al vino bianco". Accanito fumatore di pipa come il suo creatore, possiede una collezione di pipe che cura personalmente anche nel suo ufficio e di cui ha spesso rotto il bocchino tra i denti quando si è particolarmente irritato.

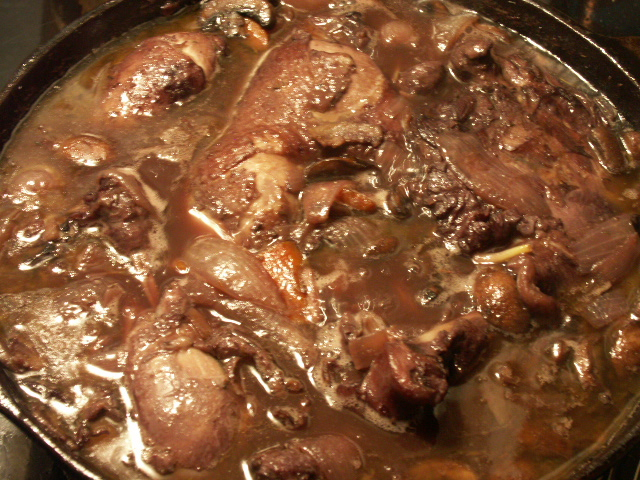
Il coq au vin (pollo al vino), uno dei piatti preferiti di Maigret

Maigret non si concede molti svaghi: di solito una volta alla settimana si reca al cinema con la moglie e preferibilmente gli piace vedere pellicole western, ma lascia spesso scegliere alla signora Maigret. Solo quando gli capita di dover restare a casa, ammalato, ha l'abitudine di sprofondarsi nella lettura di un romanzo di Dumas padre, del quale possiede l'opera completa. Non fa vacanze regolari; anzi spesso, impegnato in un'inchiesta, rimane a sopportare le torride estati parigine perché in fondo la sua vera passione è il suo mestiere. Qualche eccezione sono le brevi gite in occasione di un'investigazione nella zona dell'Île-de-France, nel paese di Morsang, bagnato dalla Senna:
(Georges Simenon, Maigret e la chiromante)
Le rive della Senna e Morsang sono il luogo non dimenticato dal commissario che, in compagnia della signora Maigret, concluderà un'inchiesta e insieme le sue vacanze parigine:
(Georges Simenon, Maigret si diverte)
Il commissario non sa guidare l'automobile: sarà la moglie che, per raggiungere più comodamente in auto la casetta di Meung-sur-Loire, prenderà lezioni di guida al posto suo.
Il commissario, oltre a utilizzare talvolta le auto di servizio della polizia, più frequentemente usa prendere un taxi, i cui autisti spesso riconoscono in lui il celebre Maigret.
Maigret risente molto delle condizioni climatiche che caratterizzano le sue inchieste; burbero e scontroso se piove, soddisfatto e ottimista se fa bel tempo, ma soprattutto odia il freddo: una stufa arroventata nel suo ufficio non manca mai e, quando il vecchio impianto di riscaldamento del Quai verrà sostituito da moderni termosifoni, Maigret farà in modo di mantenere la stufa nella sua stanza, perché per lui non è solo un mezzo per scaldarsi, ma uno strumento di riflessione quando la carica fino a scoppiare o quando ne attizza il fuoco anche se non ce n'è bisogno.
Nella caratterizzazione di Maigret manca un aspetto importante per un solido borghese com'egli è: non sembra avere nessuna precisa appartenenza a un'ideologia politica:
«Molto poco.»
(Georges Simenon, Maigret è solo, ed. Mondadori, 1967, p. 16)
(Corrado Augias, Come è nato Maigret commissario vicino di casa, la Repubblica del 22 gennaio 2003)
Non a caso, tra l'altro, nei romanzi e racconti di Maigret sono estremamente rari anche i riferimenti a fatti storici o politici della Francia o dell'Europa che vengano in qualche modo a intrecciarsi con le vicende dei vari personaggi, o anche che siano semplicemente citati nel corso dell'inchiesta.

### Il metodo Maigret
(Georges Simenon, Le voleur de Maigret, Livre de Poche, pp. 113-114.)

Simenon passeggia per Milano, nel 1957

Altrettanto famoso è il cosiddetto metodo di Maigret, che colleghi e superiori hanno inutilmente cercato di scoprire poiché a chi gli chiede quale sia il suo metodo investigativo egli risponde che è quello di non avere metodo: in realtà egli si lascia guidare dalle proprie impressioni, s'immerge nell'ambiente dei luoghi in cui i delitti sono stati commessi e ha la capacità d'intuire la personalità dei diversi protagonisti di un caso e le loro passioni nascoste.
Anche quando Maigret ricoprirà il massimo grado nella polizia, invece di dirigere le operazioni relative alle indagini dal suo ufficio lasciando determinati compiti ai suoi ispettori, come imporrebbe il suo grado, preferisce scendere per le strade per conoscere direttamente ambienti e persone, entrare nelle case, parlare con i testimoni; caratteristica questa che spesso gli viene rimproverata dai suoi superiori o dai magistrati ma che a lui serve per immergersi nell'atmosfera dell'inchiesta.
(Georges Simenon, Maigret e il signor Charles, Adelphi, p. 11)
Suo confidente preferito è per esempio il portiere, o più spesso la portinaia, della casa dov'è avvenuto il delitto e talora il commissario si accomoda nel bugigattolo della portineria per assaggiare la pietanza che la portiera sta preparando condividendo con lei il cibo e i pettegolezzi.
Maigret è un investigatore diverso dai suoi colleghi letterari: nelle sue inchieste infatti assume particolare rilevanza l'indagine psicologica, talvolta più importante ai suoi occhi della scoperta del colpevole; per lui, come racconta Simenon:
(Georges Simenon, La collera di Maigret, Mondadori 1993, p. 62)
Lo stesso Simenon descrive il suo commissario come un avocat des hommes (un difensore degli uomini) o un raccommodeur de destinées, "accomodatore di destini", perché per Maigret è fondamentale scoprire quale è stato il percorso che ha portato il colpevole all'azione e il motivo per cui la vittima è rimasta coinvolta, cercando di rimettere gli eventi "al loro posto". Ed è questo il non-metodo di Maigret: immedesimarsi nell'ambiente in cui è avvenuto il delitto, affidarsi alle intuizioni, alle sensazioni, ai piccoli particolari, entrare nella psicologia dei personaggi coinvolti, senza giudicare né tanto meno condannare ma soltanto cercando di capire e rispettare la loro umanità.
(Georges Simenon, La trappola di Maigret, Livre de Poche, p. 144)
Ciò non toglie che Maigret mostri apertamente tutto il suo disprezzo nei confronti di quei criminali, specie se onorati e ricchi borghesi, che ammantano le loro malefatte con ipocriti pretesti cercando di mantenere le vesti di un'onorata rispettabilità agli occhi della società a cui appartengono. D'altronde, anche per le sue origini provinciali e piccolo borghesi, il commissario si trova più a disagio proprio quando le sue indagini lo obbligano a muoversi negli ambienti più altolocati, dei quali con maggiore difficoltà riesce a compenetrare abitudini e stile di vita.
Maigret non è stato indurito dai lunghi anni di pratica del suo mestiere: egli talvolta si fa prendere da un'emotività, da una sensibilità umana nascosta dietro il suo aspetto ruvido ma che in realtà non lo abbandona mai:
(Georges Simenon, Maigret hésite, Livre de Poche, p. 123.)
Il commissario rifugge dall'usare metodi violenti: i suoi interrogatori tendono a far confessare gli imputati per sfinimento, con l'alternarsi per ore e ore di seguito dei collaboratori che ripetono sempre le stesse domande. Metodo questo che talora non funziona quando Maigret si trova di fronte a sospetti delinquenti che negano l'evidenza e che non confesseranno mai, ma questo non sembra turbare il commissario soddisfatto comunque di aver messo tutti i pezzi del puzzle al loro posto.
Maigret usa raramente le armi, ma contrariamente all'aspetto del personaggio, quando si muove nelle situazioni di pericolo lo fa agilmente e velocemente e se spara dimostra di avere una buona mira. Molto più goffo ma efficace è quando usa il suo corpo massiccio per gettarsi con tutto il suo peso sul malfattore per ridurlo all'impotenza.
Un'altra apparentemente strana caratteristica del "metodo" Maigret è il suo modo di operare i pedinamenti dei sospetti indagati. Spesso egli stesso, o i suoi collaboratori su sua precisa indicazione, pedinano il sospetto non facendo nulla per non farsi notare e non metterlo in allarme: anzi, lo scopo è proprio quello di avvertire l'indagato della presenza ossessiva di chi lo segue passo passo, senza lasciargli un attimo di respiro, per portarlo a un gesto inconsulto o a una mossa sbagliata.
(Georges Simenon, Maigret e il signor Charles, Adelphi, p. 111)
Un caso tipico è quello descritto in Una testa in gioco quando, esasperato dal controllo continuo dello stesso commissario, l'equivoco personaggio Radek lo sfida in un drammatico colloquio a trovare le prove per arrestarlo.
Probabilmente è per questo stesso motivo che Maigret, fra l'altro, non sopporta i travestimenti che talvolta i suoi ispettori tentano di utilizzare durante appostamenti o pedinamenti. Il commissario, infastidito, arriverà per questo a dare persino dell'imbecille a Lucas, uno dei suoi più fidati ispettori.

### Maigret e la giustizia

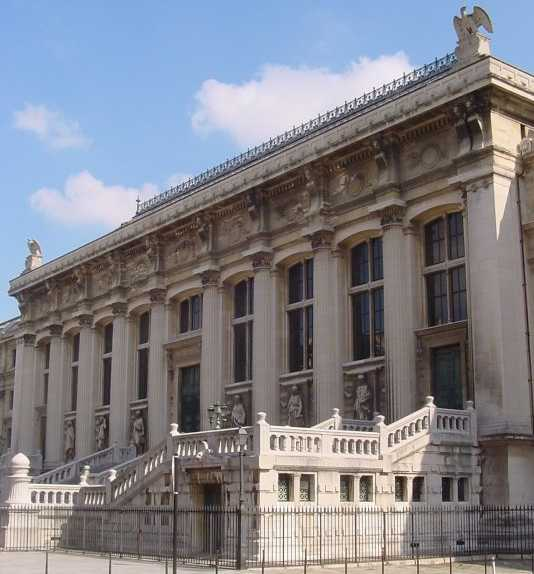
L'ingresso della Procura, a Parigi

Spesso le inchieste di Maigret si discostano dagli schemi del poliziesco in senso classico per tracciare suggestivi ritratti psicologici e per evocare con efficacia l'atmosfera grigia e stagnante della provincia francese o della Parigi alla moda. Il colpevole viene spesso sospettato, se non individuato, relativamente presto nel corso della inchiesta. Si tratta però di ricostruire la verità umana, l'antefatto che ha causato il dramma, e con esso le prove per poter incastrare il colpevole.
Nel mondo in cui si muove Maigret non tutto è perfetto, non tutto si risolve sempre senza inciampi, e non sempre l'ingranaggio indagine-giustizia risulta così funzionante. In diverse inchieste del commissario Maigret la verità viene raggiunta alla fine, come nei polizieschi "classici", ma magari il colpevole non viene assicurato alla giustizia, oppure viene trovato solo anni dopo, o anche se trascinato in tribunale riesce magari a cavarsela con una pena leggera.
E non è neanche così semplice il rapporto fra Maigret e i meccanismi burocratici della giustizia. Frequentemente le inchieste del commissario sono costellate, se non intralciate, da divergenze di metodi e di opinioni fra lui e i magistrati. Quasi un antagonista in molte inchieste è per Maigret il giudice istruttore Ernest Comeliau che non accetta i metodi investigativi del commissario ma con il quale ha tuttavia un rapporto basato sul reciproco rispetto: anzi il giudice si fiderà del commissario sino al punto di autorizzarlo a far evadere un condannato alla ghigliottina per scoprire il vero colpevole.
A tal proposito, emblematica è la ricorrente descrizione della piccola porta che divide i locali della Polizia Giudiziaria da quelli della Procura: Maigret la considera un vero e proprio spartiacque tra due mondi distinti e separati e nonostante tutto tanto vicini e inscindibili. L'idea di tale netta divisione fra i due ambiti, l'indagine poliziesca e l'aula di tribunale, è ricorrente in diversi romanzi e racconti, nei quali Maigret ribadisce il concetto secondo cui, una volta consegnato il colpevole alla giustizia, il suo compito è finito: non sta a lui giudicare gli accusati, o parteggiare per una soluzione giudiziaria, ma il suo scopo è solo ricostruire la verità. Maigret è consapevole che, una volta consegnato l'accusato nelle mani della giustizia, questa procede secondo un percorso autonomo, che può giungere persino a conclusioni opposte rispetto a quelle dell'investigatore, ma che in ogni caso utilizza meccanismi del tutto spersonalizzati. Per questo il commissario talvolta non manca di ricordare anche agli stessi indiziati che, finché l'indagine è nelle mani del poliziotto, possono ancora aspettarsi da lui una qualche umana comprensione, che invece non troveranno più fra gli ingranaggi giudiziari, una volta varcata appunto la soglia della Procura:
(Georges Simenon, Maigret e gli aristocratici, Adelphi 2008, p. 59)
In alcuni romanzi, nei quali Maigret è ritratto ormai prossimo alla pensione, si fa riferimento al fatto che il commissario debba tener conto, non senza un certo fastidio, di nuove regole e prassi burocratiche che tendono a spostare sul magistrato il controllo delle indagini, sottraendo alla polizia la sua precedente autonomia di azione.
Più di una volta il commissario è costretto a subire le pressioni di qualche personaggio potente infastidito dalle sue inchieste, tanto che talvolta cerca il consiglio e il sostegno del suo "tutore", Xavier Guichard.
Fra un romanzo e l'altro si affacciano anche casi di errori giudiziari come quello che subisce lo stesso Maigret che, per una sfortunata concatenazione di eventi, finisce sotto inchiesta. Ma Maigret non recrimina mai, non se la prende con le istituzioni anche se lo colpiscono ingiustamente: a lui basta fare comunque il suo dovere anche se osserva amaramente, riferendosi al mestiere di poliziotto, come «In realtà, il nostro compito principale è di proteggere innanzitutto lo Stato, il governo, qualunque esso sia, le istituzioni, poi la moneta e i beni demaniali, la proprietà privata e solo dopo, ma proprio all'ultimo posto, la vita degli individui.»

## Concezione e sviluppo

### La nascita del personaggio
Maigret nasce dalla penna di Georges Simenon nel 1929, a Delfzijl nei Paesi Bassi, mentre lo scrittore era in viaggio per i canali navigabili francesi a bordo del cutter Ostrogoth: Simenon ha più volte affermato di aver inventato il personaggio di getto, ma alcuni critici, Lacassin su tutti, hanno sottolineato che in realtà i tratti caratteristici di Maigret sono il frutto di un lungo studio da parte dell'autore, che prima di arrivare al Maigret definitivo è passato da ben diciotto tentativi. La produzione letteraria di Simenon sino ad allora era composta da brevi racconti o romanzi popolari pubblicati su feuilleton e l'idea di scrivere romanzi polizieschi è quasi un pretesto utilizzato dall'autore per distaccarsi definitivamente da quel tipo di produzioni ed evolversi verso opere letterarie più serie e mature: il genere poliziesco in generale e Maigret in particolare sono per Simenon un compromesso necessario tra i romanzi d'appendice, facili e per nulla impegnativi, e i romanzi tout court, molto più difficili per l'autore, il quale, giunto alla loro conclusione, era sfinito e depresso.
La scelta del nome Maigret per il personaggio principale è stata oggetto di diverse ipotesi, ma è lo stesso Simenon nel 1986 ad affermare:
(Simenon raconte la naissance de Maigret, di Patrick LeFort, "Télé7Jours" n° 1350, 12-18 aprile 1986, pp. 58-59)

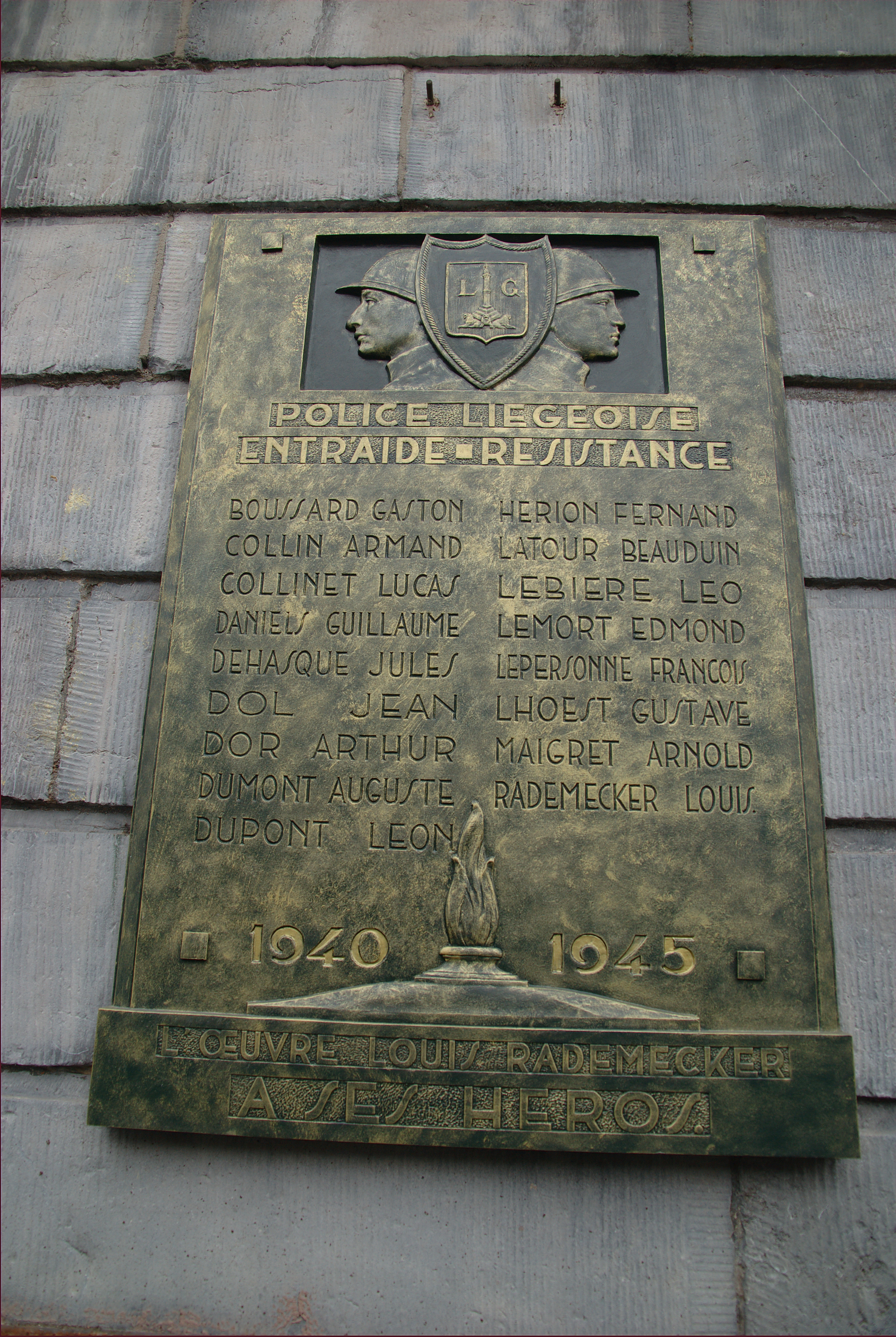
Possibile origine del nome «Maigret» su una targa commemorativa a Liegi

Pietr-le-Letton, primo romanzo con Maigret protagonista firmato da Georges Simenon, viene quindi scritto nel 1929 e pubblicato due anni più tardi in Francia. In realtà un personaggio di nome Maigret appare già in quattro romanzi popolari, scritti da Simenon sempre nel 1929, ma firmati con gli pseudonimi di Christian Brulls e Georges Sim; in questi romanzi il personaggio del commissario è secondario e ancora poco caratterizzato, e l'intreccio poliziesco resta marginale.

### Personaggi e luoghi

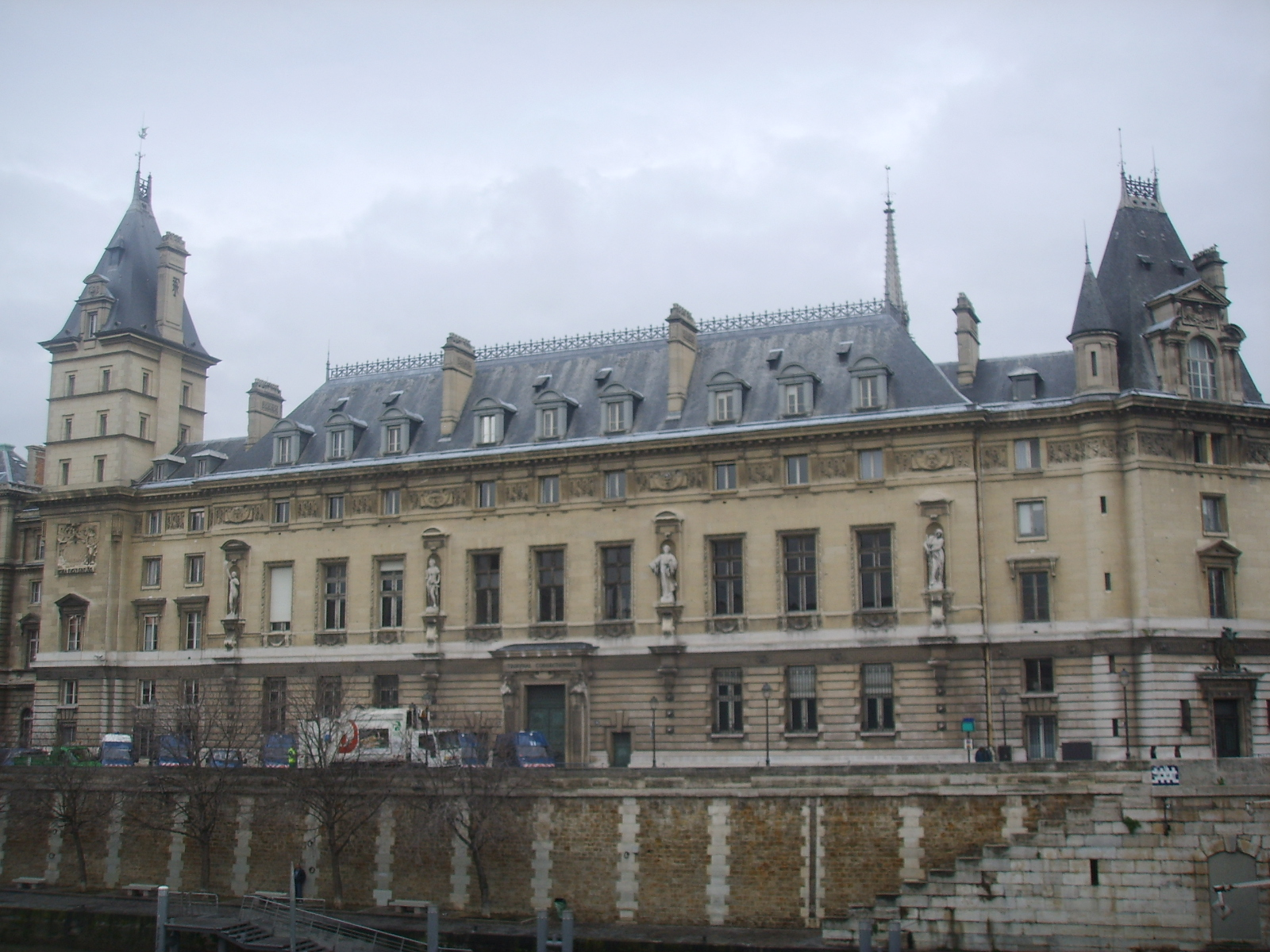
Il Quai des Orfèvres visto dalla Senna

Alcuni personaggi sono presenti più o meno frequentemente nelle avventure di Maigret: nell'ambito lavorativo i suoi assistenti, gli ispettori Lucas, Torrence, Janvier e il giovane Lapointe; il giudice Comeliau; il dottor Moers, responsabile della parte scientifica e autentica memoria storica della polizia; il dottor Paul, medico legale; Lognon, l'ispettore sfortunato. Nell'ambito privato: i coniugi Pardon (il marito è tra l'altro il medico personale di Maigret) con i quali scambiano periodiche cene in casa dell'una o dell'altra coppia.
(Georges Simenon, Une confidence de Maigret, Le Livre de Poche, p. 26.)
Altrettanto note le descrizioni delle ambientazioni parigine, luoghi principali di gran parte delle sue inchieste: l'ufficio del Quai des Orfèvres con la stufa in ghisa, la brasserie Dauphine puntuale rifornitrice di birre e panini durante i lunghi interrogatori, le lunghe camminate per Parigi intervallate da numerose soste nei bar per una birra, un grog o un Calvados, i piatti popolani assaporati in modesti bistrot, i dialoghi con le portinaie degli stabili, la casa di Boulevard Richard-Lenoir con la premurosa e affettuosa signora Maigret in perenne attesa e dalle cui finestre il commissario osserva i passanti del quartiere mentre si fa la barba.
Diverse sono anche le inchieste svolte da Maigret al di fuori di Parigi: a volte Maigret segue un'inchiesta solo per caso, mentre si trova in vacanza (è il caso di Les vacances de Maigret, ambientato a Les Sables-d'Olonne), talora deve spostarsi in altre località per incarichi temporanei, e gli capita che, per seguire una determinata pista, va a concludere anche all'estero le sue inchieste: è il caso ad esempio di Un delitto in Olanda ambientato nei Paesi Bassi, Maigret à New York e Maigret chez le coroner ambientati negli Stati Uniti, o Maigret voyage, nel quale il commissario segue la sua pista a Nizza, Losanna e Monte Carlo.
Nei romanzi ambientati nelle diverse regioni della Francia viene sempre tratteggiato un godibile spaccato della provincia francese del Novecento, pittoresca e sonnacchiosa, con i suoi piccoli riti, i pettegolezzi e la mentalità un po' chiusa e provinciale, nella quale però il commissario, date le sue origini e la sua indole, riesce subito a compenetrarsi.

## Opere
Il corpus di scritti di Simenon dedicato a Maigret si compone di settantacinque romanzi, ventotto racconti e otto testi di tipo diverso (articoli, prefazioni, ecc.). A questi si aggiungono altri quattro romanzi e un racconto che non fanno parte del ciclo ufficiale in quanto rinnegati dallo stesso autore, ma pubblicati sotto pseudonimo.

### Romanzi e racconti rinnegati da Simenon
Si tratta di quattro romanzi e un racconto scritti prima di quelli del ciclo ufficiale e pubblicati sotto pseudonimo. In questi romanzi o, meglio, nei primi tre la parte poliziesca è confinata in poche pagine e di conseguenza anche la figura di Maigret risulta ancora poco definita.
- Train de nuit - scritto a bordo dell'Ostrogoth nel luglio o nell'agosto 1929, il romanzo fu pubblicato con lo pseudonimo di Christian Brulls nell'autunno dell'anno successivo (a p. 61 compare come data "settembre 1930" mentre in quarta di copertina è riportata come "ottobre 1930") dall'editore Arthème Fayard come nº 392 della collana "Les maîtres du roman populaire". Pur essendo il primo romanzo in cui compare Maigret, non fu il primo a essere pubblicato in quanto a partire dal 1º marzo 1930 era apparso a puntate su "L'Œuvre" un altro dei quattro romanzi disconosciuti, La maison de l'inquiétude. L'inchiesta è condotta dall'ispettore Torrence e il commissario Maigret compare di fatto solo nelle ultime pagine senza però essere caratterizzato.
- La figurante - scritto a bordo dell'Ostrogoth nell'estate del 1929, il romanzo fu pubblicato con lo pseudonimo di Christian Brulls nel febbraio del 1932 dall'editore Arthème Fayard come nº 422 della collana "Les maîtres du roman populaire". Ripubblicato in seguito con il titolo La jeune fille aux perles.
- La femme rousse - scritto a bordo dell'Ostrogoth nell'estate del 1929, il romanzo fu pubblicato con lo pseudonimo di Georges Sim nell'aprile del 1933 dall'editore Jules Tallandier come n. 7 della collana "Criminels et policiers".
- La maison de l'inquiétude - scritto a Parigi, il romanzo fu pubblicato con lo pseudonimo di Georges Sim nel febbraio del 1932 dall'editore Jules Tallandier come n. 46 della collana "Criminels et policiers".
- L'homme à la cigarette - racconto pubblicato con lo pseudonimo di Georges Sim dall'editore Jules Tallandier, come n. 183 della collana "Romans célèbres de drame et d'amour" (1931). Qui Maigret è riconoscibile dietro il personaggio del commissario Boucheron[57].

### Romanzi
Sono in totale 75 i romanzi con il commissario Maigret protagonista, scritti e firmati da Georges Simenon tra il 1930 e il 1972. Furono pubblicati per la prima volta in Francia, presso tre editori francesi dell'epoca: Arthème Fayard, Gaston Gallimard e Presses de la Cité. Molti furono inizialmente pubblicati come feuilleton a puntate, allegati a riviste e quotidiani, come "Le Figaro". Tra i più prolifici scrittori del XX secolo, Simenon era in grado di produrre fino a ottanta pagine al giorno. A lui si devono centinaia di romanzi e racconti, molti dei quali pubblicati sotto diversi pseudonimi. La tiratura complessiva delle sue opere, tradotte in oltre cinquanta lingue e pubblicate in più di quaranta Paesi, supera i settecento milioni di copie.
Secondo l'Index Translationum, un database dell'UNESCO che raccoglie tutti i titoli tradotti nei Paesi membri, Georges Simenon è il sedicesimo autore più tradotto di sempre e il terzo di lingua francese dopo Jules Verne e Alexandre Dumas.

### Racconti
Sono in totale 28 i racconti con il commissario Maigret scritti e firmati da Georges Simenon tra il 1936 e il 1950, la maggior parte di essi furono pubblicati su settimanali o mensili a puntate, per poi essere solo in seguito raccolti in volumi.

## Altri media

### Cinema

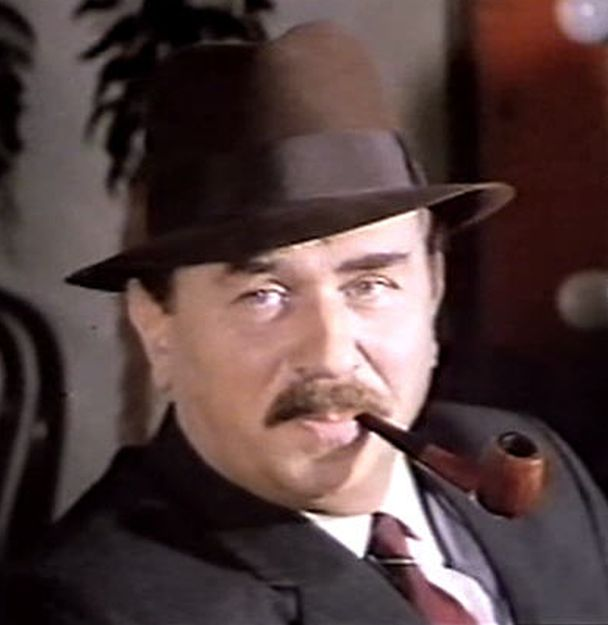
Gino Cervi in Maigret a Pigalle, film a colori del 1967 (le riduzioni televisive RAI dell'epoca e successive erano tutte in bianco e nero)

Il personaggio di Maigret è stato, dal 1932 al 2022, protagonista di quindici pellicole cinematografiche, tratte da tredici romanzi e due racconti brevi incentrati sul celeberrimo commissario. In un caso, il film è uscito nelle sale ancora prima che il romanzo da cui era adattato venisse pubblicato: si tratta di Maigret e la chiromante, scritto nel 1941, ma la cui trasposizione in Picpus uscì già nel 1943, il romanzo fu pubblicato invece per la prima volta in Francia dall'editore Gallimard solo nel 1944.
In molte interviste, lettere, dettati e scritti diversi, Simenon espresse i propri giudizi sui diversi attori che hanno interpretato il ruolo di Maigret: secondo l'autore belga, i migliori, tra i francesi, sono stati Pierre Renoir, perché ha saputo interpretare il commissario nel suo ruolo principale di servitore civico; Michel Simon, nonostante abbia interpretato il personaggio in una sola occasione; Jean Gabin, nonostante l'aspetto trasandato del suo Maigret. Tra i non francesi invece spiccano i nomi di Gino Cervi, che andava molto bene come Maigret, e Rupert Davies, protagonista della serie televisiva andata in onda sulla BBC. Tra i peggiori invece Charles Laughton e Jean Richard, che ha interpretato il commissario nella più lunga serie televisiva dedicata a Maigret, trasmessa in Francia per ventitré anni.
Di seguito l'elenco dei film per il cinema tratti dai romanzi di Simenon e ispirati a Maigret:
- Le chien jaune, regia di Jean Tarride (1932) - dal romanzo omonimo, con Abel Tarride
- La notte dell'incrocio, regia di Jean Renoir (1932) - dal romanzo Il mistero del crocevia, con Pierre Renoir
- Il delitto della villa, regia di Julien Duvivier (1932) - dal romanzo La testa di un uomo, con Harry Baur
- Picpus, regia di Richard Pottier (1942) - dal romanzo Maigret e la chiromante, con Albert Préjean
- Cécile est morte, regia di Maurice Tourneur (1943) - dal romanzo Un'ombra su Maigret, con Albert Préjean
- Les caves du Majestic, regia di Richard Pottier (1944) - dal romanzo Maigret, con Albert Préjean
- L'uomo della Torre Eiffel, regia di Burgess Meredith (1948) - dal romanzo La testa di un uomo, con Charles Laughton
- Brelan d'as, regia di Henri Verneuil (1952) - l'episodio Le témoignage de l'enfant de choeur è tratto dall'omonimo racconto, con Michel Simon
- Maigret dirige l'inchiesta, regia di Stany Cordier (1954) - dai romanzi Un'ombra su Maigret, Maigret et la grande perche e dal racconto On ne tue pas les pauvres types, con Maurice Manson
- Il commissario Maigret, regia di Jean Delannoy (1957) - dal romanzo La trappola di Maigret, con Jean Gabin
- Maigret e il caso Saint-Fiacre, regia di Jean Delannoy (1959) - dal romanzo L'affare Saint-Fiacre, con Jean Gabin
- Maigret e i gangsters, regia di Gilles Grangier (1963) - dal romanzo Maigret, Lognon e i gangster, con Jean Gabin
- Il caso difficile del commissario Maigret, regia di Alfred Weidenmann (1966) - dal romanzo La danzatrice del Gai-Moulin, con Heinz Rühmann
- Maigret a Pigalle, regia di Mario Landi (1967) - dal romanzo Maigret au Picratt's, con Gino Cervi
- Maigret, regia di Patrice Leconte (2022) - dal romanzo Maigret e la giovane morta, con Gérard Depardieu

### Televisione

Rupert Davies nella serie televisiva Maigret

Il commissario Maigret è protagonista di circa duecento tra telefilm, sceneggiati televisivi e film per la televisione. La popolarità internazionale del personaggio ideato da Simenon ha permesso che queste serie fossero prodotte e trasmesse in molti paesi del mondo, ovviamente in Francia, ma anche in Italia, in Giappone, oppure ancora nei paesi anglofoni e nell'ex Unione Sovietica. La maggior parte degli episodi fanno parte di serie dedicate al poliziotto francese, ma ve ne sono anche alcuni realizzati nell'ambito di altre serie televisive oppure come produzioni a sé stanti.
Le prime produzioni televisive non furono realizzate in Francia o in paesi francofoni, come potrebbe suggerire la lingua originale dei romanzi di Simenon; le prime trasposizioni televisive furono britanniche e risalgono agli anni cinquanta, in seguito venne prodotta la celebre serie italiana con Gino Cervi e solo sul finire degli anni sessanta vengono realizzate le prime serie francesi: in realtà nel giugno del 1960 andò in onda su ORTF (l'allora rete di Stato francese) un estemporaneo film ispirato a Liberty Bar, con Louis Arbessier nel ruolo di Maigret.

#### Produzioni britanniche

##### Serie non dedicate a Maigret
- Stan the Killer, episodio della serie TV The Trap, regia di Joe De Santis (1950) - dal racconto Stan le tuer, con Herbert Berghof
- Stan the Killer, episodio della serie TV Studio One, regia di Paul Nickell (1952) - dal racconto Stan le tuer, con Eli Wallach
- Maigret and the Lost Life, film TV, regia di Campbell Logan (1959) - dal romanzo Maigret et la jeune morte, con Basil Sydney
- Play of the Month, episodio della serie TV Maigret at bay, regia di William Slater (1969) - dal romanzo Maigret se défend, con Rupert Davies

##### Maigret (1960-1963)
Maigret è una serie mandata in onda dalla BBC in quattro stagioni (1960-1963), per un totale di 52 episodi. Maigret era interpretato da Rupert Davies. La serie è inedita in Italia.

##### Maigret (1988)
Nel 1988 tocca all'attore irlandese Richard Harris interpretare il commissario Maigret in un film per la televisione diretto da Paul Lynch e trasmesso dall'emittente HTV. Il film è tratto da diversi romanzi e racconti dedicati al personaggio del commissario.

##### Maigret (1992-1993)
Tra il 1992 e il 1993 viene prodotta e trasmessa una nuova serie televisiva dedicata alle inchieste del commissario parigino. Protagonista nei panni di Maigret è l'attore britannico Michael Gambon e la serie conta dodici episodi divisi in due stagioni.

##### Maigret (2016)
Una nuova serie televisiva prodotta da ITV vede l'attore Rowan Atkinson vestire i panni del commissario. La prima stagione è composta da due film TV della lunghezza di 90 minuti circa. A seguito del successo ottenuto dal primo episodio (La trappola di Maigret), la serie è stata confermata per una seconda stagione.

#### Produzioni italiane

##### Le inchieste del commissario Maigret (1964-1972)

Gino Cervi nei panni di Maigret in Le inchieste del commissario Maigret

Le inchieste del commissario Maigret è una serie televisiva di sedici sceneggiati, prodotta e trasmessa in Italia dalla RAI dal 1964 al 1972. Il commissario Maigret è interpretato da Gino Cervi, la signora Maigret da Andreina Pagnani. La serie ha riscosso molto successo, tanto che negli anni seguenti la serie fu numerose volte replicata, e molte furono le edizioni su videocassetta e DVD. Simenon dichiarò più volte (ad esempio nella sopra citata intervista di Nascimbeni) che il suo interprete preferito nel ruolo di Maigret fu proprio Gino Cervi.

##### Maigret (2004)
Nel 2004 il personaggio è stato interpretato da Sergio Castellitto, per la regia di Renato De Maria. La scelta di un attore dai canoni fisici molto diversi da quelli di Gino Cervi fu giustificata in base a un parere espresso da molti critici e avallato a suo tempo dallo stesso Simenon, secondo cui inizialmente per la figura del commissario si fosse ispirato al padre, che era di corporatura esile. Il raffronto con la storica serie diretta da Mario Landi non contribuì al successo dello sceneggiato. Le riprese vennero effettuate a Praga e Margherita Buy interpretava la signora Maigret.
Episodi trasmessi:
- La trappola, 15 novembre 2004
- L'ombra cinese, 16 novembre 2004

#### Produzioni francesi

##### Les enquêtes du commissaire Maigret
Les enquêtes du commissaire Maigret è una serie televisiva composta da ottantotto episodi di 90 minuti circa, trasmessi per la prima volta da ORTF e, successivamente, da Antenne 2. La serie, parzialmente inedita in Italia, è andata in onda in Francia per oltre vent'anni, dal 1967 al 1990. Il ruolo del protagonista fu affidato a Jean Richard.

##### Il commissario Maigret (1991-2005)
Il commissario Maigret è una serie televisiva di cinquantaquattro film per la televisione di circa novanta minuti ciascuno. Il commissario Maigret è interpretato da Bruno Cremer. La serie è stata trasmessa per la prima volta dal canale France 2 (il nome dell'emittente fino al 1992 era Antenne 2). In Italia la serie è andata in onda, per alcuni episodi, su Rai 3 e, successivamente, su Rete 4, Fox Crime e LA7.

#### Altre produzioni
Negli anni sessanta è stata prodotta una serie televisiva di produzione olandese composta da diciotto episodi divisi in tre serie. La prima serie è andata in onda nel 1964 con Kees Brusse nel ruolo di Maigret. La seconda e la terza serie sono andate in onda rispettivamente nel 1967 e 1968 e il commissario era interpretato da Jan Teulings. La serie, inedita in Italia, è stata trasmessa nei Paesi Bassi e in Belgio dalle televisioni nazionali.
Nel 1956 anche un'emittente televisiva canadese di Montréal ha prodotto tre film diretti da Jean Faucher e con Henri Robert nel ruolo di Maigret. Con lo stesso attore e lo stesso sceneggiatore, Robert Choquette, la stessa rete televisiva ha poi prodotto un quarto film nel 1964. Nell'ordine essi sono: Monsieur Gallet, décédé, La nuit du carrefour, Maigret en vacances (tratto da Les vacances de Maigret) e Maigret et la grande perche.
A cavallo degli anni sessanta e settanta in Giappone è stata prodotta e trasmessa una serie televisiva per NTV con protagonista Kinya Aikawa nel ruolo del commissario e Sato Tomomi nel ruolo della signora Maigret: di lei Simenon dirà che è stata la migliore interprete del ruolo.
Tra gli anni sessanta e gli anni novanta in Unione Sovietica e in seguito in Ucraina sono state realizzate diverse produzioni tra serie e film per la televisione, con diversi attori nel ruolo del commissario: Boris Tenin, Yuri Yevsyukov, Armen Djigarkhanyan e altri.

### Fumetti
Diverse sono state le edizioni di fumetti per ragazzi dei romanzi e dei racconti dedicati a Maigret, per lo più pubblicate in Francia nel XX secolo e uscite come feuilleton allegati a riviste e quotidiani. In Italia, nel 1959 venne prodotta una serie dall'editore La Freccia di Roma, e all'inizio degli anni novanta una serie, Collezione Maigret a fumetti, tratta da un fumetto francese e pubblicata in Italia da Arnoldo Mondadori Editore. Da ricordare le copertine illustrate dei romanzi e dei racconti pubblicati sempre da Mondadori nella collana Oscar, realizzate dall'illustratore di origini ungheresi Ferenc Pinter. Da segnalare anche i fumetti della serie "Bentornato Maigret", di Odile Reynaud e Philippe Wurm, editi da Mondadori (prima edizione: 1993)
Molti personaggi di fumetti e cartoni animati si sono ispirati alle caratteristiche fisiche di Maigret, come Jūzō Megure personaggio del manga e anime giapponese Detective Conan di Gōshō Aoyama: il disegno è chiaramente ispirato dall'iconografia classica riconducibile al commissario.